# Canton de Marsanne
Le canton de Marsanne est une ancienne division administrative française située dans le département de la Drôme, en région Rhône-Alpes, dans l'arrondissement de Nyons.
À la suite du nouveau découpage territorial du département de la Drôme entré en vigueur à l'occasion des élections départementales de mars 2015, toutes les communes du canton se retrouvent rattachées au nouveau canton de Dieulefit à l'exception des communes de Savasse, La Coucourde et Les Tourrettes qui sont, pour leur part, rattachées au nouveau canton de Montélimar-1.

## Composition
| Nom                       | Code Insee | Intercommunalité            | Superficie (km2) | Population (dernière pop. légale) | Densité (hab./km2) |
| ------------------------- | ---------- | --------------------------- | ---------------- | --------------------------------- | ------------------ |
| Marsanne (chef-lieu)      | 26176      | CA Montélimar-Agglomération | 34,29            | 1 282 (2014)                      | 37                 |
| Bonlieu-sur-Roubion       | 26052      | CA Montélimar-Agglomération | 6,05             | 429 (2014)                        | 71                 |
| Charols                   | 26078      | CA Montélimar-Agglomération | 7,31             | 891 (2014)                        | 122                |
| Cléon-d'Andran            | 26095      | CA Montélimar-Agglomération | 10,25            | 869 (2014)                        | 85                 |
| Condillac                 | 26102      | CA Montélimar-Agglomération | 9,57             | 142 (2014)                        | 15                 |
| La Bâtie-Rolland          | 26031      | CA Montélimar-Agglomération | 8,33             | 946 (2014)                        | 114                |
| La Coucourde              | 26106      | CA Montélimar-Agglomération | 11,15            | 1 022 (2014)                      | 92                 |
| La Laupie                 | 26157      | CA Montélimar-Agglomération | 9,68             | 811 (2014)                        | 84                 |
| Les Tourrettes            | 26353      | CA Montélimar-Agglomération | 7,34             | 1 054 (2014)                      | 144                |
| Manas                     | 26171      | CA Montélimar-Agglomération | 1,91             | 189 (2014)                        | 99                 |
| Roynac                    | 26287      | CA Montélimar-Agglomération | 17,06            | 482 (2014)                        | 28                 |
| Saint-Gervais-sur-Roubion | 26305      | CA Montélimar-Agglomération | 14,57            | 928 (2014)                        | 64                 |
| Saint-Marcel-lès-Sauzet   | 26312      | CA Montélimar-Agglomération | 3,98             | 1 205 (2014)                      | 303                |
| Sauzet                    | 26338      | CA Montélimar-Agglomération | 19,19            | 1 872 (2014)                      | 98                 |
| Savasse                   | 26339      | CA Montélimar-Agglomération | 22,01            | 1 402 (2014)                      | 64                 |

## Administration: conseillers généraux de 1833 à 2015
| Période | Période                   | Identité                               | Étiquette                 | Qualité |
| ------- | ------------------------- | -------------------------------------- | ------------------------- | --- |
| 1833    | 1861 (décès)              | Jean Brunel                            |                           | Propriétaire, maire de Cléon-d'Andran |
| 1861    | 1871                      | Charles Bernardin Comte de Montluisant |                           | Chef d'escadron d'artillerie, général de division Directeur du matériel de l'Ecole d'artillerie de Valence                                           |
| 1871    | 1877                      | Aymé Martin                            | Républicain               | Propriétaire, maire de La Bâtie-Rolland |
| 1877    | 1883                      | Aimé Champin                           | Républicain               | Propriétaire à Charols |
| 1883    | 1889                      | Ernest Fabre                           | Républicain               | Ingénieur, directeur de l'usine de l'Homme d'Armes à Savasse                                                                                         |
| 1889    | 1913                      | Albin Aymé-Martin                      | Républicain               | Avocat, ancien chef de cabinet du Ministre des Travaux Publics Propriétaire à La Bâtie-Rolland Conseiller municipal de Montélimar Député (1892-1893) |
| 1913    | 1938 (décès)              | Roger Chancel                          | Rad.                      | Avocat - Maire de Montélimar (1925-1935) |
| 1939    | 1942 (démission d'office) | Louis Aubert                           | Rad.                      | Maire de Cléon-d'Andran Révoqué par le Gouvernement de Vichy                                                                                         |
|         |                           |                                        |                           | |
| 1945    | 1964                      | Louis Aubert                           | Rad.                      | Propriétaire agriculteur Maire de Cléon-d'Andran |
| 1964    | 2001                      | Gilbert Sauvan                         | DVD puis CDP puis UDF-CDS | Agriculteur Maire de Cléon-d'Andran (1959-1995) |
| 2001    | 2015                      | André Gilles                           | DVD                       | Agriculteur Maire de Roynac (1983-2014) Elu en 2015 dans le Canton de Dieulefit                                                                      |

## Conseillers d'arrondissement de 1833 à 1940
| Période | Période | Identité                       | Étiquette       | Qualité |
| ------- | ------- | ------------------------------ | --------------- | --- |
| 1833    | 1839    | Gustave Sautayra               | Gauche modérée  | Maire de Saint-Marcel Député (1848-1851)                                                                    |
| 1839    | 1845    | M. Chabas                      |                 | Notaire à Sauzet                                                                                            |
| 1845    | 1848    | M. Reynaud                     |                 | Propriétaire à Saint-Marcel                                                                                 |
| 1848    | 1870    | Auguste-Casimir Chabas         |                 | Maire de Saint-Marcel                                                                                       |
| 1870    | 1886    | Jean-Pierre Blache (1807-1891) |                 | Propriétaire à Marsanne                                                                                     |
| 1886    | 1892    | Joseph Roussille               | Républicain     | Maire de Marsanne                                                                                           |
| 1892    | 1901    | Alfred-Casimir Boulon          |                 | Agriculteur, maire de Sauzet                                                                                |
| 1901    | 1919    | Jean Guillon                   |                 | Maire de Savasse                                                                                            |
| 1919    | 1940    | Eugène Chatelan                | Radical puis RG | Négociant, maire de Sauzet                                                                                  |
| 1940    |         |                                |                 | Les conseils d'arrondissement ont été suspendus par la loi du 12 octobre 1940 et n'ont jamais été réactivés |

## Démographie
| 1962  | 1968  | 1975  | 1982  | 1990  | 1999   | 2006   | 2011   | 2012   |
| ----- | ----- | ----- | ----- | ----- | ------ | ------ | ------ | ------ |
| 7 012 | 6 967 | 6 958 | 8 238 | 9 725 | 10 860 | 12 171 | 12 880 | 13 073 |